# Katafa
Katafa es un género de plantas con flores con una especies pertenecientes a la familia Celastraceae.
Se considera un sinónimo de Cedrelopsis grevei Baill.

## Especies seleccionadas
- Katafa crassisepalum